# Northrop Frye
Northrop Frye (14 de julio de 1912 - 23 de enero de 1991) fue un teórico y crítico literario de origen canadiense. Es autor de la Anatomía de la crítica (1957), uno de los libros más influyentes de la crítica literaria de su tiempo.

## Trayectoria
Estudió Filosofía y Literatura inglesa en la Universidad de Toronto, así como Teología en el Emmanuel College. Fue educado en la religión anglicana, y ordenado por los presbiterianos canadienses. Pero, sobre todo, fue un gran profesor, en el Victoria College y en la propia Universidad de Toronto, así como un crítico imaginativo, chispeante, muy personal y verdaderamente sabio plural e inteligente.

## Ideas sobre la literatura
Para estudiar la literatura, Frye parte de una exploración de las necesidades primarias del ser humano y termina con una exploración de sus necesidades espirituales. Propone que los seres humanos tienen dos tipos de preocupaciones, las primarias y las secundarias. Las primarias tienen que ver con el sexo, la comida, la propiedad y la libertad de movimiento. Las secundarias son nuestras afiliaciones políticas, religiosas e ideológicas. Frye cree que los mitos fundamentales de la humanidad expresan angustias sobre las preocupaciones primarias. 
Para Frye, un estudio sistemático de las categorías de la literatura llevaría a la conclusión de que la Biblia cristiana es el paradigma de todos los símbolos, mitos, géneros y tipologías de la literatura secular de occidente. La creación, la caída, la destrucción, el exilio, la redención y la restauración son para él los patrones centrales de la literatura y todos ellos se encuentran en la Biblia. El proyecto teórico de Frye consistió en determinar los arquetipos, modalidades y símbolos con los que se pueden establecer vínculos entre los textos literarios con la finalidad de unificar e integrar nuestra experiencia literaria, considerando que la literatura es inseparable de la religión.
Frye propone que todo enunciado de la ficción tiene un aspecto natural (la visión natural) y un aspecto espiritual (la visión espiritual) y que los principios que organizan cualquier obra literaria son el mito (la historia o la narrativa) y la metáfora (lenguaje figurado). La metáfora es el principio que hace que dos cosas puedan ser simultáneamente idénticas y distintas; es el medio formal que permite que en cada texto la doble visión sea posible y es también el tropo que permite la revelación religiosa pues Dios llega como un evento lingüístico. 
Pero su mundo no se limita a lo bíblico. Ha estudiado a Shakespeare, Milton o Blake, pero también la novela moderna en todas sus modalidades, así en La escritura profana.

### El método crítico de Frye
Frye usa los términos "centrípeto" y "centrífugo" para describir su método crítico. La crítica, explica Frye, es esencialmente centrípeta cuando se mueve hacia el interior, es decir, hacia la estructura de un texto; es centrífuga cuando se mueve hacia fuera, hacia la sociedad y el mundo exterior. La poesía lírica, como en la Oda a una urna griega de Keats, es principalmente centrípeta, acentuando el sonido, el movimiento y las imágenes de las palabras dadas. Las novelas retóricas, como La cabaña del Tío Tom, son centrífugas, centrándose en la conexión temática de las historias y los caracteres hacia el orden social. La oda tiene tendencias centrífugas, considerando los efectos producidos por los elementos de la historia, la cerámica y la estética visual. La cabaña del tío Tom tiene tendencias centrípetas; la sintaxis y el léxico delinean el modo elegido. 
La crítica refleja esos movimientos que van de la función estética de la literatura a la función social. Mientras algunos críticos destacan un movimiento sobre otro, Frye cree que ambos son esenciales: "La crítica siempre tendrá dos aspectos, uno que gira hacia la estructura de la literatura y otro que trata los fenómenos culturales que forman el entorno social de la literatura”. Él estaría de acuerdo, al menos en parte, con la nueva crítica en su insistencia centrípeta del análisis de las estructuras. Pero para Frye ésta es sólo una parte de la historia: “Es cierto,” declara, “que el primer esfuerzo de la aprehensión crítica debería ser el de las formas estructurales de la obra de arte. Pero un acercamiento puramente formal tiene las mismas limitaciones en su crítica que el que tiene la biología” .

## Obras
- Fearful Symmetry: A study of William Blake, 1947.
- Fools of Time, 1967.
- The Anatomy of Criticism, Princeton University, 1957. Trad.: Anatomía de la crítica, Monte Ávila, 1977.
- The Educated Imagination, 1963. Trad.: La imaginación educada,  Sirtes, 2007.
- The Secular Scripture, 1976. Trad.: La escritura profana, Monte Ávila, 1980.
- The Critical Path, 1971. Trad.: El camino crítico, Taurus, 1986.
- The Great Code, 1982. Trad.: El gran código: una lectura mitológica y literaria de la Biblia, Gedisa, 2001.
- No Uncertain Sounds, 1988.
- Words with power, 1990. Trad.: Poderosas palabras. La Biblio y nuestras metáforas, Muchnik, 1996.[1]
- The Double Vision, 1991.